# Bókai Zoltán
Bókai Zoltán (Dombóvár, 1966.) magyar karmester, dalszerző, hangszerelő, mozdonyvezető, rockzenész, hangmérnök.

## Tanulmányai
Korán kiderült zenei tehetsége és abszolút hallása, fiatal korától zongorázni és hegedülni tanult. Az általános iskola elvégzése után felvételt nyert a Pécsi Művészeti Szakközépiskolába, zeneelmélet szakra (amely elvégzése alatt a Pécs-Gyárvárosi templom orgonistája volt). Az érettségi után, a katonazenész évek alatt megtanult harsonázni is, majd évekre mozdonyvezetőnek állt.

## Művészeti tevékenysége, fellépései
A Pécsi Tudományegyetem Művészeti Karán, ének-zenetanár-karvezetés szakon végzett tanulmányok alatt, 1993-ban egy szakest alkalmával alakult meg vezetésével a Zsűri zenekar, amely fennállásának több mint 10 éve alatt több száz koncertet játszott bulizenekarként, illetve ismert hazai előadók kísérőzenekarában, például Somló Tamás, Demjén Ferenc, Balázs Fecó fellépésein. Bókai ezalatt hangmérnökként is dolgozott, többek között az ő munkája a zenekar saját, Elkezdődik a zene című lemeze, amely 2000-ben jelent meg.
2002-ben billentyűsként került a Pécsi Nemzeti Színház Valahol Európában című darabjába, amely több mint 100 előadást ért meg. Ettől fogva Bókai folyamatosan dolgozik a színházban, első önálló munkája 2003-ban (mint zenei vezető) a Robbanás előtt (tick, tick...BOOM!) című kamara-rockmusical; több prózai darabnak zenei felelőse, operettek, musicalek, zenés játékok zenei vezetője, hangszerelője, majd 2007-től karmestere is.  Nevéhez fűződik többek között Kocsák Tibor és Miklós Tibor Légy jó mindhalálig című musicaljének hangszerelése és első élőzenekaros bemutatója is; zenét írt a Pécsi Balett Bonnie és Clyde című előadásához (2006). A Pécsi Harmadik Színházban több mesejáték zeneszerzője volt.
A Budapesti Operettszínházban 2008-tól 2020-ig dolgozott, ahol a Szerdán tavasz lesz! című retroperett hangszereléséért felel, valamint a Szentivánéji álom, az Abigél és az Elfújta a szél c. musical előadások karmestere volt. 2014-ben a Játékkészítő c. musical karmestere, zenei vezetője, ő készítette a darab szimfonikus hangszerelését is.
Crossover koncertjei közül néhány:
- Molnár Ferenc Caramel Adventi ünnepi koncertjei többek közt a Papp László Budapest Sportaréna színpadán
- Ghymes Harmónia koncertjei
- Omega Oratórium koncertsorozat
2008-tól a Pécsi Nemzeti Színház tagja, zenei vezetője, karmestere.
2014-től a Pécsi Vasutas Koncertfúvós Zenekar művészeti vezetője, karmestere.
2018-tól a Rail Cargo Hungaria részmunkaidős mozdonyvezetője.

## Díjai
2023 - Balikó Tamás Nívódíj
2024 - Dombóvár város Elismerő Díszjelvénye
2025 - Magyar Ezüst Érdemkereszt Polgári Tagozat